# Douglas Tynwald Kelly
Pour les articles homonymes, voir Douglas Kelly et Kelly.
Douglas Tynwald Kelly (21 juillet 1920-10 janvier 2006) est un homme politique canadien de la Colombie-Britannique. Il est député provincial néo-démocrate de la circonscription britanno-colombienne de Omineca de 1972 à 1975.